# Ilampillai
Ilampillai es una ciudad y nagar Panchayat situada en el distrito de Salem en el estado de Tamil Nadu (India). Su población es de 11797 habitantes (2011).

## Demografía
Según el censo de 2011 la población de Ilampillai era de 11797 habitantes, de los cuales 6013 eran hombres y 5784 eran mujeres. Ilampillai tiene una tasa media de alfabetización del 83,96%, superior a la media estatal del 80,09%: la alfabetización masculina es del 89,89%, y la alfabetización femenina del 77,79%.